# Revelations of the Black Flame (album)
Revelations of the Black Flame – album wydany samodzielnie przez grupę blackmetalową 1349. Wydano go w roku 2009 bez udziału gitarzysty Tjalve (Andrè Kvebek). Utwór "Set the controls for the Heart of the Sun" to cover zespołu Pink Floyd.

## Lista utworów
| Nr | Tytuł utworu                                | Długość |
| -- | ------------------------------------------- | ------- |
| 1. | „Invocation”                                | 6:16    |
| 2. | „Serpentine Sibilance”                      | 4:37    |
| 3. | „Horns”                                     | 6:52    |
| 4. | „Maggot Fetus...Teeth Like Thorns”          | 3:48    |
| 5. | „Misanthropy”                               | 3:34    |
| 6. | „Uncreation”                                | 7:00    |
| 7. | „Set the Controls for the Heart of the Sun” | 8:00    |
| 8. | „Solitude”                                  | 3:39    |
| 9. | „At the Gate...”                            | 6:54    |
|    |                                             | 50:40   |

## Twórcy
- Archaon (Idar Burheim)– gitara elektryczna
- Frost (Kjetil Haraldstad)– perkusja
- Seidemann (Tor Risdal Stavenes)– gitara basowa
- Ravn – śpiew